# 大脚怪陷阱

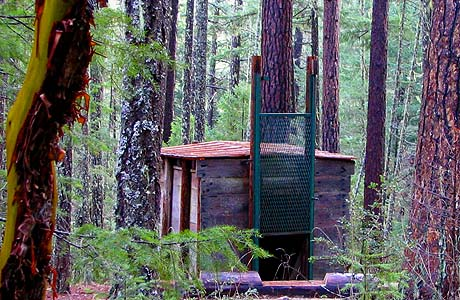
大脚怪陷阱，摄于2007年。

大脚怪陷阱是指位于美国俄勒冈州杰克逊县的罗格河-锡斯基尤国家森林中的一处用于捕捉传说生物大脚怪的陷阱，这个陷阱所在的地区离加利福尼亚州边境且只有几英里。 

## 简介
这个陷阱是一个由金属带捆绑的2x12木板制成的10x10英尺（3x3m）木箱，木箱两侧这是用电线杆固定在地上。美国国家森林局为该陷阱的建设颁布了特殊许可证，从1980年以来，该陷阱一直处于投入使用的状态中。 陷阱最初的位置被安置在可能会有大脚怪活动或迁徙的比较偏远的地区，但是自从阿普尔盖特大坝建成以来，陷阱附近扩充出了一条道路。

## 历史
这个陷阱是由总部设在俄勒冈州尤金的已解散组织“北美野生动物研究小组”在1974年建造。这个陷阱最初建设的灵感是来自一位居住在阿普尔盖特河附近的叫做佩里•洛弗尔(Perry Lovell)的矿工，他声称在自己的花园里发现了18英寸长类似人类的足迹。“北美野生动物研究小组”架设了这个陷阱，在6年来皆使用动物尸体引诱大脚怪，但最后只能捕捉到熊。
后来，这个陷阱则慢慢淡出人们的视野并在常年累月的无维护状态下破损废弃。2006年，美国国家森林局根据“按时护理”计划开始修复这个陷阱。在过去的30年里，这个陷阱俨然已经变成了一个每年都有数百人来参观的旅游胜地，并且还有一部电影在该陷阱现场取景拍摄。
美国国家森林局虽然一直关注着这个陷阱设施，但除此之外并没有维护它。
如果要寻找此设施，科林斯山的徒步小径会刚好经过这个陷阱。

## 参阅
- 流行文化中的大脚怪
- 帕特森-吉姆林大脚怪影片